# 尾尖石仙桃
尾尖石仙桃（学名：Pholidota protracta）为兰科石仙桃属下的一个种。